# Station Tungelsta
Tungelsta is een station van het stadsgewestelijk spoorwegnet van Stockholm in de gemeente Haninge aan de Nynäsbanan.

## Geschiedenis
In 1901 werd het station van Tungelsta geopend aan de destijds enkelsporige Nynäsbanan. In de jaren 
90 van de 20ste eeuw werd de lijn opgeknapt voor het voorstadsverkeer. Op 3 december 2012 werd het dubbelspoor tussen Västerhaninge en Tungelsta in gebruik genomen en in december 2016 werd het dubbelspoor tussen Tungelsta en Hemfosa geopend.

## Reizigersverkeer
Op een normale doordeweekse dag in de winter telt het station ongeveer 400 instappers per dag. 
In de spits rijden er twee treinen per uur in elke richting tussen Bålsta en Nynäshamn; tijdens de daluren rijdt er maar één trein per uur. De reistijd naar Stockholm ligt tussen 30 en 40 minuten. Naast het spoorverkeer zijn er ook busverbindingen met Västerhaninge en andere delen van de gemeente. 
Het station wordt op afstand bestuurd vanuit de treindienstleiding van Stockholm, hiervoor wordt gebruik gemaakt van een computerschakelinrichting van het model Switchgear 85.
Op station Tungelsta stoppen de volgende bussen:
- 835 Tungelsta (Lillgården) - Länna/Vega (Vardövägen)
- 893 Tungelsta (Lillgården) - Sergels torg

Bij de school in Tungelsta school stopt ook bus 848 (Västerhaninge - Tungelsta - Västerby - Sorunda - Stora Vika - Nynäshamn).

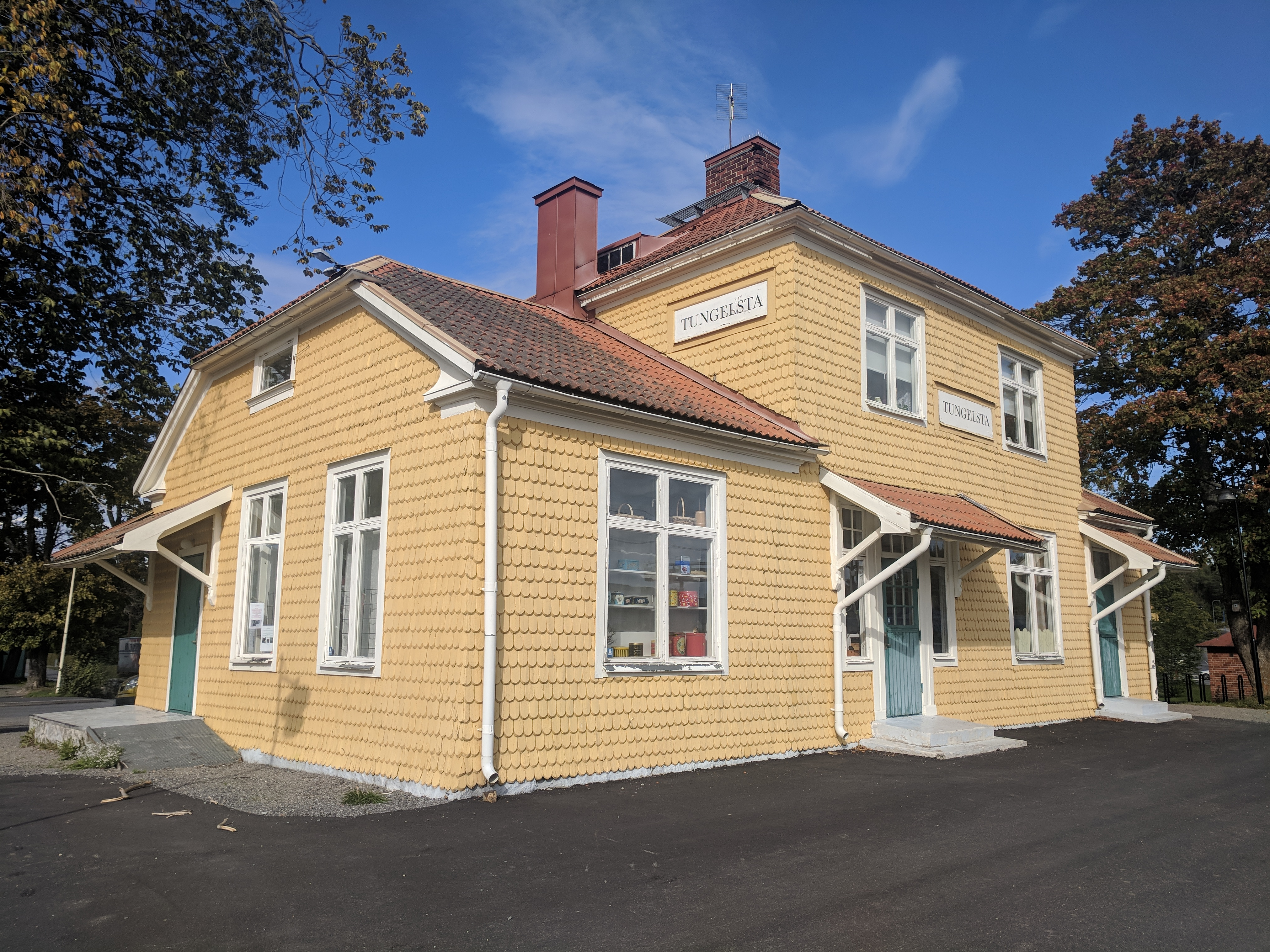
Het stationsgebouw uit 1901.
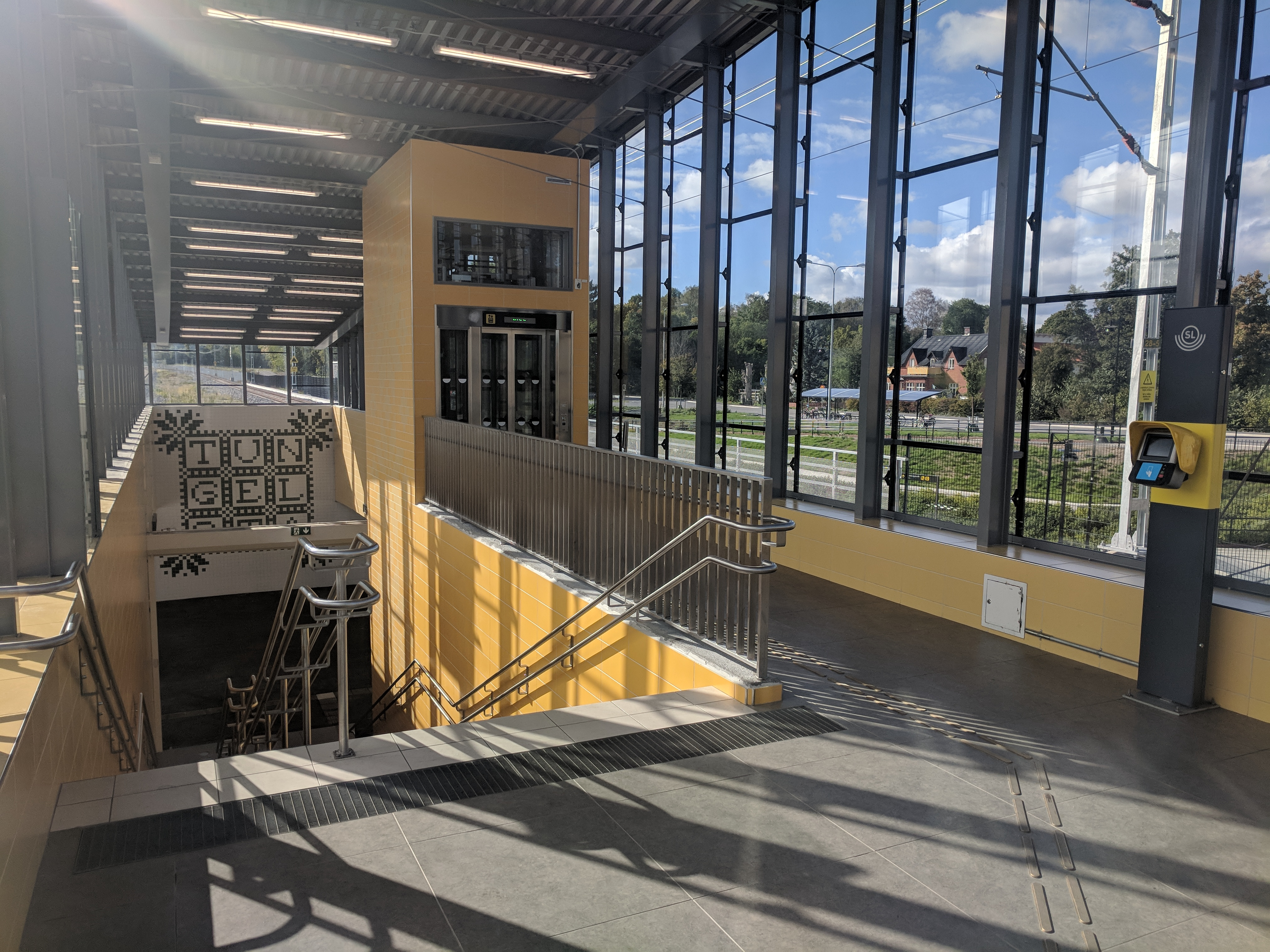
De toegang tot het voorstadstation.
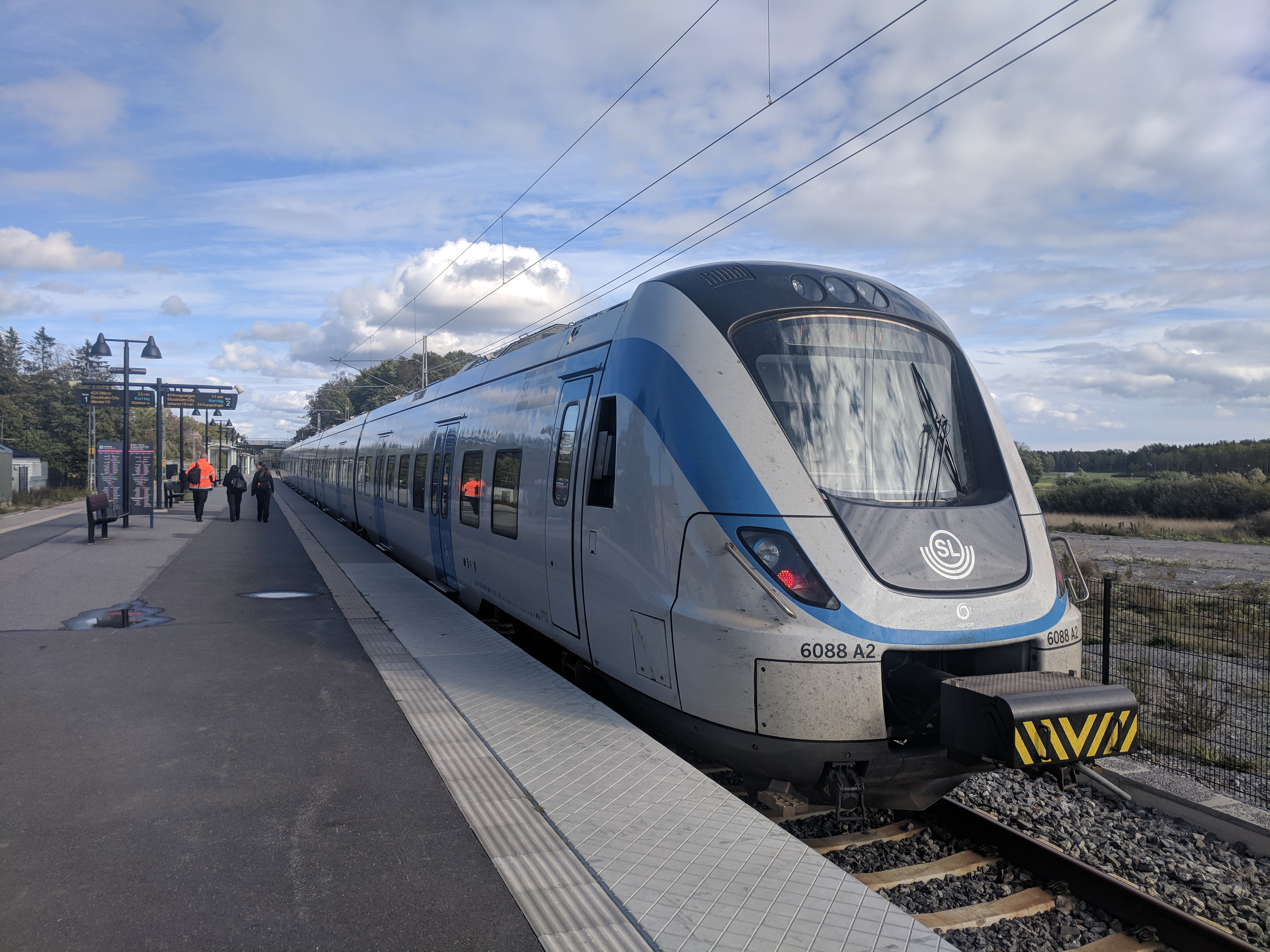
De pendeltåg langs het perron.